# 里德灵
里德林格是德国巴伐利亚州的一个市镇。总面积37.94平方公里，总人口5525人，其中男性2734人，女性2791人（2011年12月31日），人口密度146人/平方公里。